# Ramakuppam
Ramakuppam là một mandal thuộc huyện Chittoor, bang Andhra Pradesh.